# Fritz Teufel

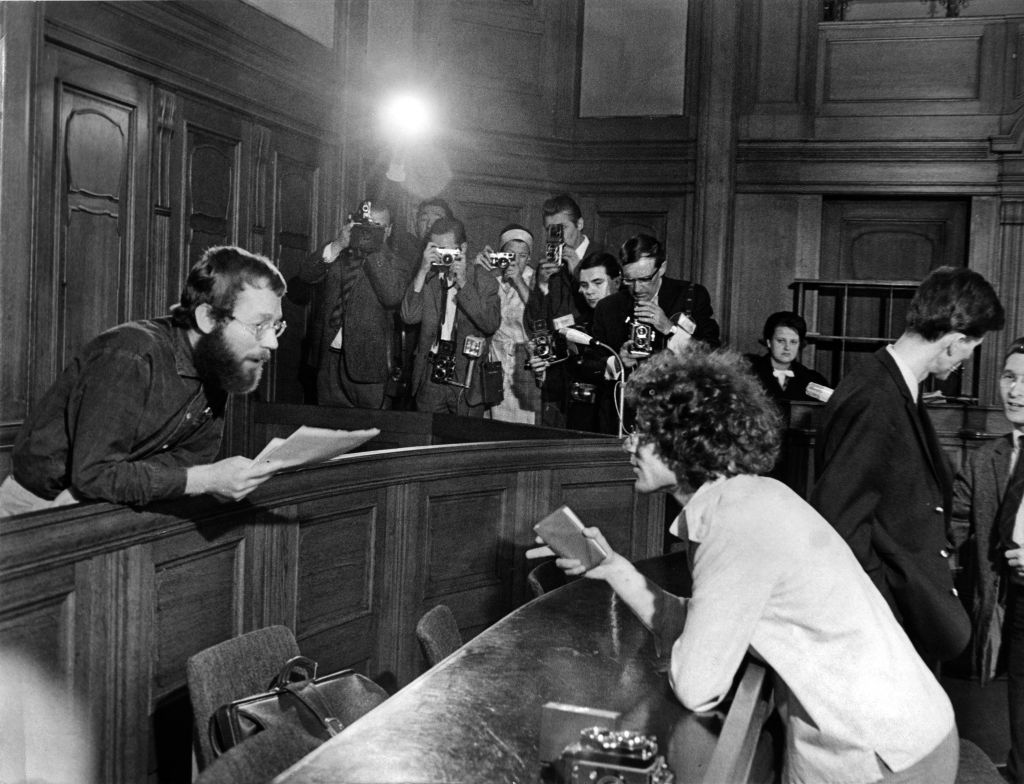
Fritz Teufel (links) mit Rainer Langhans 1967

Fritz Teufel (* 17. Juni 1943 in Ingelheim; † 6. Juli 2010 in Berlin) war West-Berliner Kommunarde, Autor und aktiver Teilnehmer der Studentenbewegung und Mitglied der terroristischen Bewegung 2. Juni.

## Leben

### Kindheit und Jugend
Fritz Teufel wurde während des Krieges 1943 in Ingelheim als jüngstes von sechs Kindern geboren. Die Familie zog 1946 nach Ludwigsburg, wo Teufel am örtlichen Friedrich-Schiller-Gymnasium seine Schulzeit mit dem Abitur beendete. Er kam 1963 nach West-Berlin und begann ein Studium der Germanistik, Publizistik und Theaterwissenschaften an der Freien Universität Berlin. Er beschäftigte sich mit der deutschen Zeitgeschichte, reiste mehrmals nach Frankfurt, um die Auschwitzprozesse zu verfolgen, und erinnerte sich später: „Das Schlimmste aber war, dass die Richter und die Angeklagten verblüffend ähnlich waren und dass die unheimlich höflich und verständnisvoll miteinander umgegangen sind.“
Im Wintersemester 1965/66 nahm er an einem privaten Arbeitskreis von Rudi Dutschke und Bernd Rabehl teil und trat Anfang 1966 in den SDS ein.
Mit Dieter Kunzelmann war er einer der Mitbegründer der Kommune I, die vor allem durch ihre bewusst provokanten und gegen die herrschenden Gesellschaftsbedingungen gerichteten Aktionen weltweite Aufmerksamkeit erregte.

### Pudding-Attentat
Teufel und andere wurden Anfang 1967 festgenommen, als sie beim Werfen von Tüten beobachtet wurden. Die Polizei und die Presse bezeichneten dies als Attentat auf den damaligen US-Vizepräsidenten Hubert H. Humphrey, die Wurfgeschosse entpuppten sich aber als Pudding- und Mehlbomben („Pudding-Attentat“). Am Tag nach dem Besuch Humphreys wurden die vermeintlichen Attentäter wieder freigelassen.

### Vorwurf eines Steinwurfs während des Schah-Besuchs
Am 2. Juni 1967 wurde Teufel unter dem Vorwurf, einen Stein geworfen zu haben, während der Demonstration am 2. Juni 1967 in West-Berlin gegen Schah Mohammad Reza Pahlavi verhaftet und saß bis zum Verhandlungsbeginn im November in Untersuchungshaft. Während der Verhandlungen fiel Teufel vor allem durch – aus Sicht der Staatsanwaltschaft – respektloses Verhalten auf. Als er eine längere Stellungnahme abgeben wollte, wurde er vom Richter ermahnt, er möge nur Tatsachen vorbringen, die der Wahrheitsfindung dienten. Etwas später kam er dann der Aufforderung des Richters, sich zu erheben, mit der Bemerkung nach: „Wenn’s denn der Wahrheitsfindung dient.“ Dieser Satz wurde zu einem geflügelten Wort. Am 22. Dezember 1967 wurde Teufel freigesprochen.

### Festnahme wegen Entführung von Peter Lorenz, Untersuchungshaft und Freispruch
Seit dem Herbst 1969 war Teufel ein führendes Mitglied der bis 1971 aktiven Gruppe Tupamaros München, die in der bayerischen Landeshauptstadt für eine Reihe von Brand- und Sprengstoffanschlägen verantwortlich waren. 1973 ging er in den Untergrund und wurde 1975 verhaftet, als er eine Pistole und eine abgesägte Schrotflinte bei sich trug. Er wurde beschuldigt, als führendes Mitglied der Bewegung 2. Juni an der Entführung des Berliner CDU-Vorsitzenden Peter Lorenz mitgewirkt zu haben. Nach fünf Jahren Untersuchungshaft fand 1980 die Gerichtsverhandlung statt. Erst nach den Plädoyers der Verteidigung und der Staatsanwaltschaft, die 15 Jahre Haft gefordert hatte, legte Teufel ein Alibi vor, mit dem er nachweisen konnte, dass er zur Tatzeit in einer Essener Fabrik (Pagette) unter falschem Namen gearbeitet hatte. Die späte Präsentation des Alibis begründete er damit, so könne er „zeigen, wie ein Angeklagter für definitiv nicht begangene Taten vorverurteilt wurde und wie das ganze System funktionierte“. Außerdem sei er davon ausgegangen, dass er auch ohne Tatbeteiligung zu fünf Jahren Haft verurteilt würde. Eine weitere Anklage der Bundesanwaltschaft wegen einiger in Berlin begangener Banküberfälle wurde aus Mangel an Beweisen fallengelassen. Das Gericht verurteilte ihn am 30. Oktober 1980 zu einer Freiheitsstrafe von fünf Jahren wegen illegalen Waffenbesitzes und Mitgliedschaft in einer terroristischen Vereinigung, die mit der Untersuchungshaft abgegolten war, woraufhin er entlassen wurde.

### Ikone der Spaßguerilla
Teufel hat laut einem Spiegel-Interview vom 3. November 1980 den Begriff der „Spaßgerilja“ (Spaßguerilla) geprägt und propagiert: „‚Spaßgerilja‘ ist für mich die aktuelle Form des Klassenkampfes“ und: „Seit ich mich bemühe, den Begriff ‚Spaßgerilja‘ in Umlauf zu bringen, Wortschöpfungen sind mein Hobby …“ Am 19. Februar 1982 diskutierte er in der Fernsehsendung 3 nach 9 unter anderem mit dem damaligen Bundesminister für Finanzen Hans Matthöfer über gutes Benehmen. Im Gespräch mit dem Moderator zog er eine Wasserpistole und spritzte den Minister mit Zaubertinte nass. Matthöfer reagierte, indem er Teufel mit einem Glas Wein übergoss. In Nachrufen wurde Teufel als „Spaßrevoluzzer“ bezeichnet.

### Spätere Tätigkeiten und Parkinson-Erkrankung
Nach Beendigung der Gerichtsprozesse arbeitete Teufel u. a. ein Jahr als Bäcker in London, als Kolumnist bei der taz und als Fahrradkurier in Berlin. In seinen letzten zwölf Lebensjahren litt er zunehmend an Parkinson. 2001 wurde ihm der Wolfgang-Neuss-Preis für Zivilcourage verliehen.
Fritz Teufel in seiner Danksagung:
„Dank gilt meinen ungeborenen, ungezeugten Kindern, die mir ein Leben in Luxus und Freude ermöglichen.“ Zuletzt lebte er zurückgezogen mit seiner Lebensgefährtin Helene Lollo und Freunden in Berlin-Wedding.

## Trauerfeier und Grabschändung

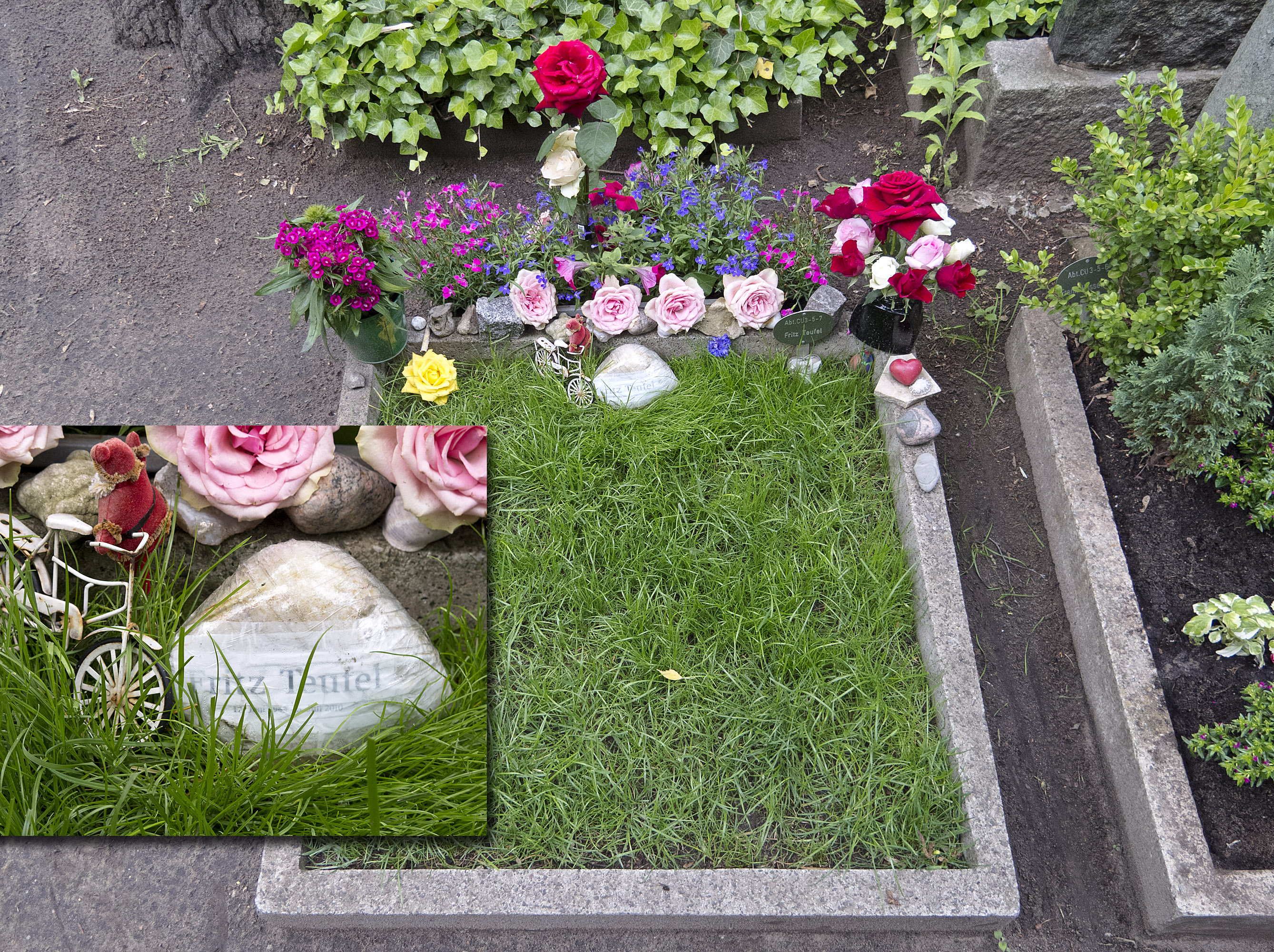
Grab von Fritz Teufel auf dem Dorotheenstädtischen Friedhof (2012)

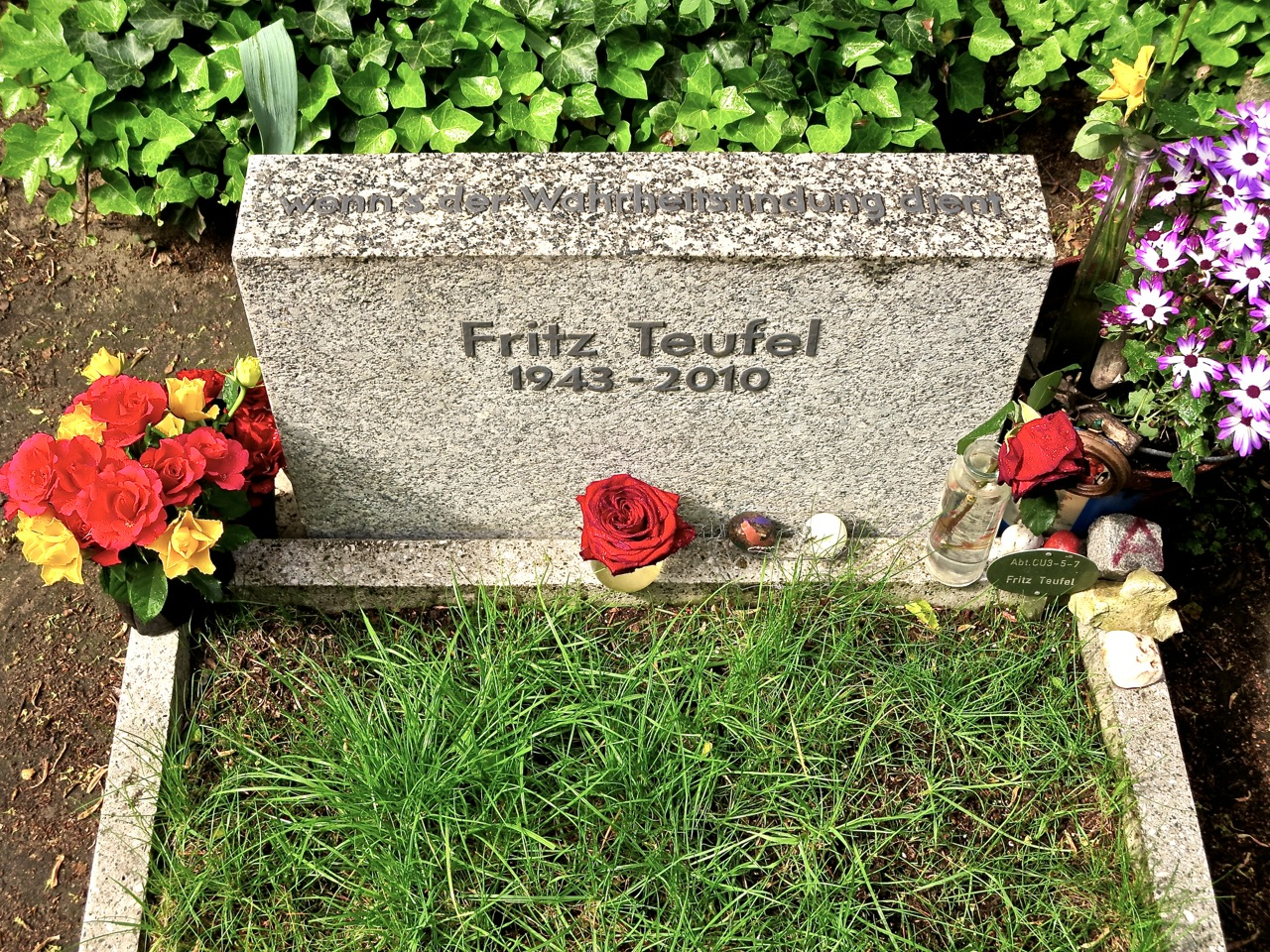
Neugestaltetes Grab (2014) auf dem Dorotheenstädtischen Friedhof Berlin mit der Grabsteinaufschrift wenn’s der Wahrheitsfindung dient

Teufel starb am 6. Juli 2010 in Berlin an den Folgen seiner Parkinson-Erkrankung.
Die Trauerfeier fand am 15. Juli 2010 auf dem Dorotheenstädtischen Friedhof in Berlin-Mitte statt. Ulrich Enzensberger und Hans-Christian Ströbele würdigten Teufel in Nachrufen.
Am 6. August 2010 wurde der Diebstahl von Teufels Urne festgestellt. Da bei der Grabschändung zunächst von politischen Motiven ausgegangen wurde, übernahm der polizeiliche Staatsschutz die Ermittlungen. Zur Täuschung wurde Asche auf den Gehwegen in der Nähe des Grabes verstreut, die allerdings nicht aus der Urne stammte. Am 13. August 2010 wurde die Urne in Berlin-Dahlem neben dem Grab von Rudi Dutschke aufgefunden. Inzwischen geht die Polizei aufgrund eines Bekennerschreibens davon aus, dass es sich um einen Scherz von Sympathisanten Teufels aus der linken Szene handelte.

## Schriften
- Rainer Langhans, Fritz Teufel (Hrsg.): Klau mich. StPO der Kommune I. Edition Voltaire, Frankfurt am Main, Berlin 1968 (Reihe: Voltaire Handbuch 2, hrsg. von Bernward Vesper), ISBN 3-88167-022-X. Nachdrucke (ohne die pornografische Beilage): Trikont Verlag, München 1977 und 1978; Rixdorfer Verlagsanstalt, Berlin o. J.
- Die Unbeugsamen von der Spree, Karl Heinz Roth, Fritz Teufel: Klaut sie! (Selbst)kritische Beiträge zur Krise der Linken und der Guerilla. In: Internationale Taschenbücherei Band 17. IVA-Verlag Polke, Tübingen 1979. ISBN 3-88266-017-1.
- Fritz Teufel, Robert Jarowoy: Märchen aus der Spaßgerilja. Libertäre Assoziation, Hamburg / Verlag Roter Funke, Bremen 1980 (ohne ISBN).
- Fritz Teufel: Wer wird Weltmeister? taz-Kolumne vom 12. Juni 1986 abgerufen am 9. Juli 2010
- Fritz Teufel: Aus Teufels Küche. a-verbal VerlagsGmbH, Berlin 1988, ISBN 3-88999-008-8 (mit 72 Zeichnungen und 6 Rätseln von Fritz Teufel).
- Fritz Teufel: Eine Reise vom Neckar zur Mosel. (online)
- Fritz Teufel: Nichtig und Winzig in Frankreich. (online)
- Fritz Teufel: Die Reise nach Findland oda: Mehr Liebe für Diebe. (online)